# 熊本市立健軍小学校
熊本市立健軍小学校（くまもとしりつ けんぐんしょうがっこう）は、熊本県熊本市東区健軍二丁目にある公立小学校。

## 沿革
- 1875年（明治8年） - 健軍村公立健軍小学校設置
- 1887年（明治20年） - 健軍尋常小学校に改称
- 1905年（明治38年） - 健軍尋常高等小学校に改称
- 1936年（昭和11年） - 熊本市尋常高等小学校に改称
- 1941年（昭和16年） - 熊本市健軍国民学校に改称
- 1947年（昭和22年） - 熊本市立健軍小学校に改称
- 1954年（昭和29年） - 泉ヶ丘分校開設
- 1956年（昭和31年） - 泉ヶ丘分校を熊本市立泉ヶ丘小学校として分離
- 1963年（昭和38年） - 熊本市立尾ノ上小学校を分離
- 1971年（昭和46年） - 熊本市立桜木小学校を分離
- 1974年（昭和49年） - 熊本市立東町小学校を分離

## 歴代校長
- 01.1875年-1896年：坂本七太郎
- 02.1897年-1915年：津田 巳熊
- 03.1915年-1918年：佐藤又次郎

- 2000年-園田頼暁
- 2003年-久島龍彦
- 2006年-岩下雄二
- 2009年-永光秀俊
- 2010年-中川一德
- 2012年-今坂德昭

## クラブ活動

### 運動部
- サッカー部
- バスケット部
- 野球部
- 陸上水泳部
- バドミントン部
- 卓球部（廃部）

### 文化部
- コーラス部（廃部）

## 著名な卒業生
- わたなべひろし
- NESMITH
- 吉村優聖歩

## 進学先の中学校
- 熊本市立湖東中学校
- 熊本市立錦ヶ丘中学校

## 学校周辺
- 熊本市電　健軍校前電停
- 電車通り
- 健軍神社
- 熊本マリスト学園中学校・高等学校